# アンビリック・トーラス

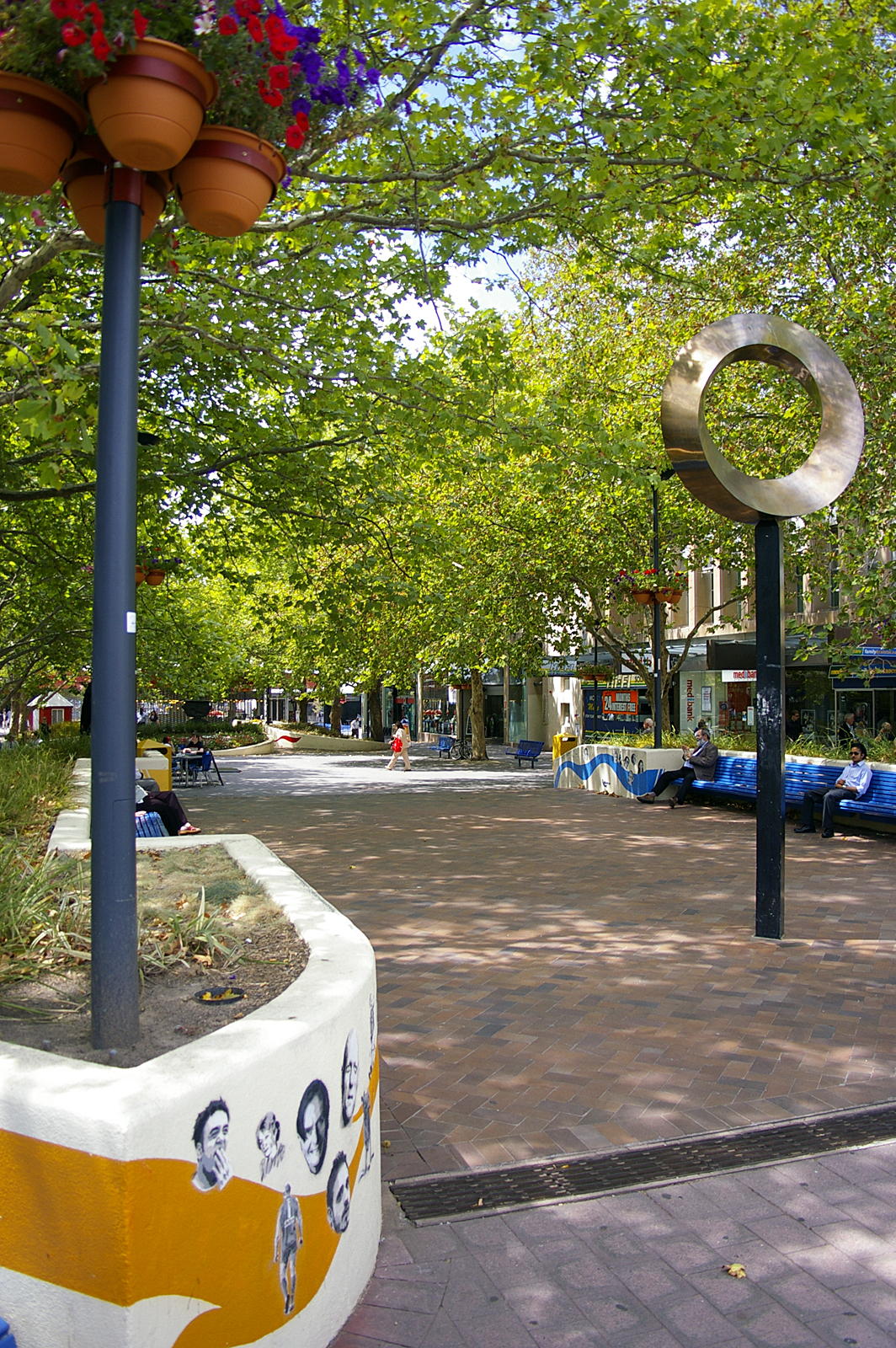
キャンベラにあるジョン・ロビンソン（彫刻家）による Eternity (1981)

アンビリック・トーラスもしくはアンビリック・ブレスレットは、辺と面をそれぞれ1つしか持たない3次元物体である。その唯一の辺と面は輪を3周回ることで元の位置に戻る構成となっている。断面はデルトイドであるため、デルトイド柱を120°ひねり、他方の端に貼り合わせた図形ともいえる。
アンビリック・トーラスは特異性理論の数学的対象であり、特に実3次関数{\displaystyle ax^{3}+3bx^{2}y+3cxy^{2}+dy^{3}}によって決定される臍点の分類において扱われる。この3次関数と等価なクラスは3次元の実射影空間を形成し、2次曲線放物線放物線形の部分集合が、表面を定義する。その1つがこのアンビリック・トーラスであり、1976年にクリストファー・ゼーマンによってアンビリック・ブレスレットと命名された。
トーラスは、次のパラメトリック方程式によって定義される。
{\displaystyle x=\sin u\left(7+\cos \left({u \over 3}-2v\right)+2\cos \left({u \over 3}+v\right)\right)}
{\displaystyle y=\cos u\left(7+\cos \left({u \over 3}-2v\right)+2\cos \left({u \over 3}+v\right)\right)}
{\displaystyle z=\sin \left({u \over 3}-2v\right)+2\sin \left({u \over 3}+v\right)}
{\displaystyle {\mbox{for }}-\pi \leq u\leq \pi ,\quad -\pi \leq v\leq \pi }

## 他の図形との関連
2次元空間の円は、1本の辺しかない1次元の輪（円環）で、その断面は0次元の点となる。3次元空間のメビウスの帯は、1本の辺しかない2次元の面で、その断面は0次元の線となる。そしてこのアンビリック・トーラスは3次元立体で、1本の辺しかない3次元の立体で、その断面は2次元のデルトイドとなる。円、メビウスの帯、アンビリック・トーラスはそれぞれ1、2、3次元のリング状といえる。

## アート
1989年、ジョン・ロビンソンはアンビリック・トーラスによく似た Eternity という名の彫刻を作った。この彫刻はデルトイドではなく三角形の断面を持つため、厳密にはアンビリック・トーラスではない。また、イアン・ポーティスの『Geometric Differentiation』の表紙に採用された。
ヒラマン・ファーガソンはアンビリック・トーラスの69センチメートル（27インチ）の銅製の彫刻を作り、彼の代表作となった。2010年にはジェームズ・シモンズがニューヨーク州立大学ストーニーブルック校のSimons Center for Geometry and Physics付近にアンビリック・トーラスの彫刻を発注したと発表された。この彫刻は鋳造ブロンズでできており、ステンレス製の支柱に取り付けられている。彫刻の総重量は65トンで高さは8.5メートル（28フィート）、トーラスの直径は花崗岩の土台と同じ直径7.3メートル（24フィート）である。また、トーラスを定義する数式が土台に記されている。2012年9月に取り付けが完了した。